# Xavier Kerkhofs

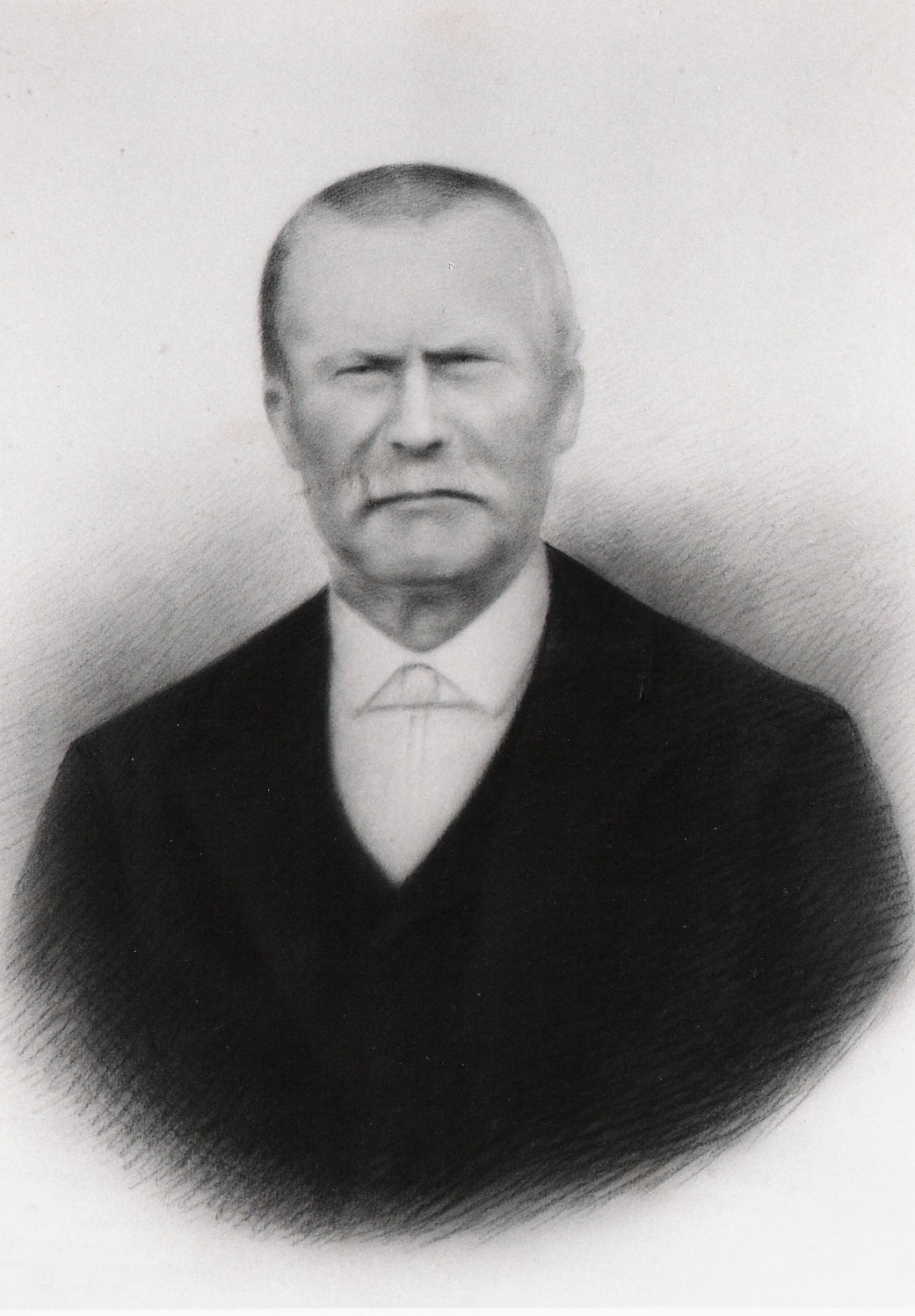
Xavier Kerkhofs, burgemeester van Lichtervelde

François-Xavier Kerkhofs (Lichtervelde, 1840 - 1908) was een Belgische brouwer en politicus. Hij was  burgemeester van Lichtervelde.

## Brouwer
Kerkhofs was brouwer. De naam van zijn brouwerij Sint-Jacob op de Markt verwees naar de Lichterveldse patroonheilige. Hij trad hiermee in de voetsporen van zijn vader, Stephanus Kerkhofs, en baatte de brouwerij uit met zijn broer Janvier.

## Politiek
Daarnaast was Kerkhofs politiek actief als typische figuur uit de schoolstrijd: verkozen op een niet-katholieke lijst, door de liberale Rolin benoemd tot burgemeester vanuit de minderheid, overspoeld met kritiek door de geestelijkheid en weggestemd na één mandaat. Zijn aanstelling tot burgemeester leidde tot een tweedeling in Lichtervelde die een eeuw lang het politieke leven zou beheersen.
In 1878 stelde hij zich kandidaat voor de gemeenteraadsverkiezingen op een lijst die de geestelijkheid niet steunde. Het werd een verbeten strijd tussen 'katholieken' en 'liberalen', alhoewel hij zelf van katholieken huize was. Zo was zijn vader lid van de kerkraad, zijn zus bracht het tot overste in het klooster van Lichtervelde en zijn inwonende zus gaf les in de katholieke meisjesschool. 
Hij deed het verrassend goed en, al behoorde zijn partij tot de minderheid (vier raadsleden tegen zeven voor de katholieken), benoemde de liberale regering hem tot burgemeester. 
Als gevolg van zijn benoeming en de 'afzetting' van de katholieke burgemeester Pieter Decuypere, richtte de geestelijkheid de Katholieke Burgersgilde op om het opkomend liberalisme de kop in te drukken. Binnen het college was schepen Felix Goddyn zijn medestander en Eduard Farasyn zijn tegenstander. 
In 1884 werd hij niet herkozen. Hij stelde zich bij de volgende gemeenteraadsverkiezing kandidaat op de liberale lijst, maar raakte niet verkozen. Tot hij in 1895 aangezocht werd om op de katholieke lijst te gaan staan, nadat aldaar onenigheid was ontstaan over wie de lijst mocht trekken. Het werd Eduard Farasyn, zijn tegenstander van weleer.  De katholieke partij viel als gevolg van de onenigheid uiteen in de 'zwarten' (priestergezinden) en de 'roden' (niet gesteund door de priesters). Kerkhofs werd opnieuw verkozen en bleef gemeenteraadslid tot in 1904.
Hij bleef ongehuwd en was actief in de fanfare Sint-Cecilia De Zwaan waar hij de functies bekleedde van muzikant, secretaris, voorzitter en erevoorzitter. 
Hij speelde toneel in het gezelschap "Voor Taal en Volk".